# ۲۲۳۹ پاراسلسوس
سیارک ۲۲۳۹ (به انگلیسی: 2239 Paracelsus، نامگذاری:1978RC) دو هزار و دویست و سی و نهمین سیارک کشف شده‌است که در ۱۳ سپتامبر ۱۹۷۸ کشف شد.
قدر مطلق سیارک برابر ۱۱٫۵۰ است.